# Botswana op de Gemenebestspelen

Vlag van Botswana

Botswana is een van de landen die deelneemt aan de Gemenebestspelen (of Commonwealth Games). Sinds 1974 heeft Botswana acht maal deelgenomen. Tijdens deze twaalf deelnames won het land in totaal negentien medailles.

## Medailles
| Botswana op de Gemenebestspelen | Botswana op de Gemenebestspelen | Botswana op de Gemenebestspelen | Botswana op de Gemenebestspelen | Botswana op de Gemenebestspelen | Botswana op de Gemenebestspelen |
| ------------------------------- | ------------------------------- | ------------------------------- | ------------------------------- | ------------------------------- | ------------------------------- |
| Jaar                            | Goud                            | Zilver                          | Brons                           | Totaal                          | Rang                            |
| 1974                            | -                               | -                               | -                               | -                               | /                               |
| 1982                            | -                               | -                               | -                               | -                               | /                               |
| 1986                            | -                               | -                               | 1                               | 1                               | 13                              |
| 1990                            | -                               | -                               | -                               | -                               | /                               |
| 1994                            | -                               | -                               | 1                               | 1                               | 27                              |
| 1998                            | -                               | -                               | -                               | -                               | /                               |
| 2002                            | -                               | 2                               | 1                               | 3                               | 29                              |
| 2006                            | -                               | 1                               | 1                               | 2                               | 27                              |
| 2010                            | 1                               | 1                               | 2                               | 4                               | 22                              |
| 2014                            | 1                               | -                               | -                               | 1                               | 20                              |
| 2018                            | 3                               | 1                               | 1                               | 5                               | 16                              |
| 2022                            | -                               | 1                               | 1                               | 2                               | 33                              |